# 戈松 (阿斯图里亚斯)
戈松，是西班牙阿斯图里亚斯的一个市镇。总面积82平方公里，总人口11074人（2001年），人口密度135人/平方公里。

## 友好城市
- 法國 圣吉勒-克鲁瓦德维